# 岩手県道22号軽米九戸線
岩手県道22号軽米九戸線（いわてけんどう22ごう かるまいくのへせん）は、岩手県九戸郡軽米町から九戸郡九戸村に至る県道（主要地方道）である。

## 概要

### 路線データ
- 実延長：12,622.7 m[1]
- 起点：九戸郡軽米町[1]（国道395号交点）
- 終点：九戸郡九戸村[1]（国道340号交点・八戸自動車道九戸IC入口）

## 歴史
- 1959年（昭和34年）3月31日 - 江刺家小軽米線として県道に認定される[1][2]。
- 1982年（昭和57年）4月1日 - 県道江刺家小軽米線が、軽米九戸線として建設省（現・国土交通省）から主要地方道の指定を受ける[3]。
- 1993年（平成5年）5月11日 - 建設省により改めて主要地方道の指定を受ける[4]。

## 路線状況

### 重複区間
- 軽米町大字円子第2地割 - 軽米町大字円子第11地割：岩手県道42号戸呂町軽米線

### 道の駅
- 道の駅おりつめ（九戸村大字山屋）

## 地理

### 通過する自治体
- 九戸郡軽米町 - 同郡九戸村

### 交差する道路
- 国道395号（軽米町大字小軽米第2地割）
- 岩手県道42号戸呂町軽米線・上舘方面（軽米町大字円子第2地割）
- 岩手県道42号戸呂町軽米線・戸呂町方面（軽米町大字円子第11地割）
- 九戸IC - 八戸自動車道、国道340号（九戸村大字江刺家第6地割）